# Macrulus areolaris
Macrulus areolaris là một loài tò vò trong họ Ichneumonidae.